# Sainte-Feyre
 Sainte-Feyre  là một xã thuộc tỉnh Creuse trong vùng Nouvelle-Aquitaine miền trung nước Pháp. Xã này nằm ở khu vực có độ cao trung bình 310 mét trên mực nước biển.